# Justin Heekeren
Justin Heekeren (geboren am 27. November 2000 in Xanten oder Alpen-Veen) ist ein deutscher Fußballtorhüter, der seit der Saison 2022/23 beim FC Schalke 04 unter Vertrag steht. In der Rückrunde der Saison 2023/24 spielte Heekeren leihweise für Patro Eisden Maasmechelen.

## Karriere
Heekeren begann seine fußballerische Karriere im Jahr 2005 in der Jugend von Borussia Veen, wo er bis 2012 aktiv war. Anschließend wechselte er zunächst zum SSV Rheintreu Lüttingen, wo er eine Saison spielte, bevor er über die Stationen VfB Homberg (Saison 2014/15) und Borussia Mönchengladbach (2015 bis 2017) schließlich zu Rot-Weiß Oberhausen in die A-Junioren-Bundesliga wechselte, wo er in den Saisons 2017/18 und 2018/19 insgesamt 43 Ligaspiele absolvierte.
Mit der Saison 2019/20 war Heekeren Bestandteil des Kaders der ersten Mannschaft von Rot-Weiß Oberhausen in der Regionalliga West als vierthöchste deutsche Spielklasse. In der Saison 2019/20 kam Heekeren noch in keinem Ligaspiel zum Einsatz, in der Saison 2020/21 sammelte er zunehmend Spielpraxis, bis er schließlich in der Saison 2021/22 als Stammtorhüter für die Regionalligamannschaft eingesetzt wurde. Insgesamt kam er in den drei Saisons auf 53 Ligaspiele. Am 31. Oktober 2021 gelang Heekeren in der Schlussphase des Spiels gegen die U-23-Mannschaft von Fortuna Düsseldorf sogar ein Tor, indem er beim Spielstand von 2:1 für Düsseldorf mit nach vorne eilte und per Kopfball den Ausgleich erzielte.
Zur Saison 2022/23 wechselte Heekeren schließlich in die Bundesliga zum FC Schalke 04, war aber zunächst Teil des U23-Teams, das zu diesem Zeitpunkt wie sein vorheriger Verein in der Regionalliga West aktiv war. Im Januar 2023 fuhr Heekeren als Perspektivspieler mit dem Profiteam von Schalke 04 ins Trainingslager nach Belek, wo er sich eine Kreuzbandruptur zuzog und für den Rest der Saison ausfiel. Sein Comeback gab er am 19. August 2023 in der Regionalliga West, wo ihm im Spiel gegen Borussia Mönchengladbach II direkt eine Torvorlage gelang. Infolge von Verletzungen der Torhüter im Profiteam des FC Schalke (Marius Müller und Ralf Fährmann), das zwischenzeitlich in die 2. Bundesliga abgestiegen war, saß Heekeren am 7. und 8. Spieltag der Saison 2023/24 auf der Ersatzbank des Profiteams. Am 9. Spieltag erhielt er den Vorzug vor Michael Langer und kam so am 8. Oktober 2023 im Spiel gegen Hertha BSC zu seinem Profidebüt. Einen Monat später kam er im Spiel gegen die SV Elversberg zu einem weiteren Zweitliga-Einsatz. Im Januar 2024 verlieh der Verein Heekeren für den Rest der Saison 2023/24 an Patro Eisden Maasmechelen in die Division 1B, die zweite belgische Liga, um weitere Spielpraxis zu sammeln.
Zur Saison 2024/25 kehrte Heekeren zum FC Schalke 04 zurück. Der Verein verpflichtete auf der Torhüterposition zudem Ron-Thorben Hoffmann von Eintracht Braunschweig; Heekeren war als Ersatztorwart vorgesehen. Aufgrund seiner starken Saisonvorbereitung gab Trainer Karel Geraerts vor Saisonbeginn jedoch bekannt, dass Heekeren als erster Torwart in die Saison starten werde. Im Januar 2025 gab der Verein Hoffmann wieder zurück nach Braunschweig ab und verpflichtete im Gegenzug den vereinslosen Loris Karius, welcher Heekeren anschließend Ende Februar 2025 zunächst wieder aus dem Tor der Schalker verdrängte. Einen Monat später verletzte sich Karius und fiel für den Rest der Saison aus, woraufhin Heekeren die Saison zu Ende spielte; insgesamt kam er dadurch auf 29 Zweitliga-Einsätze in dieser Spielzeit.

## Trivia
Noch weit vor Beginn seiner Karriere im höherklassigen Fußball wurde in einer Lokalzeitung ein kurzer Artikel über den damals 8-jährigen Heekeren veröffentlicht, in der er als Lebenstraum angab, einmal als Profifußballer für den FC Schalke 04 spielen zu wollen. Dieser Traum ging mit seinem Wechsel zum Klub im Sommer 2022 und seinem ersten Einsatz im Profifußball im Oktober 2023 tatsächlich in Erfüllung.